# Ernesto de la Peña
Ernesto de la Peña (Ciudad de México, 21 de noviembre de 1927-ibidem, 10 de septiembre de 2012) fue un escritor, humanista, lingüista, políglota, académico y erudito mexicano. Mereció el Premio Xavier Villaurutia, por la colección de cuentos Las estratagemas de Dios (1988), entre los que destaca El único y su propiedad. Su conocimiento de 33 lenguas y culturas se refleja en toda su obra literaria, como en La rosa transfigurada (1999), Palabras para el desencuentro (2005) y Carpe risum. Inmediaciones de Rabelais (2015).
El poeta Eduardo Lizalde comentó que en la prosa de Ernesto de la Peña se encuentran «sorprendentes hallazgos, alucinantes relatos, descripciones de personajes, atmósferas, historias y fantásticas aventuras, con pericia e imaginación admirables pergeñadas por el autor».

## Formación
Tras haber sufrido la temprana pérdida de su madre, fue adoptado por su tío Francisco Canale, poseedor de una nutrida biblioteca y de una vasta cultura grecolatina. Desde la infancia, mostró una inclinación hacia las letras y los idiomas, a los que se acercó a través de la Biblia. Como señala la escritora Myriam Moscona:
Este compendio de belleza literaria tenía para él dos funciones. Por un lado, representaba el encuentro con el más grande monumento mítico y cultural de Occidente y, por el otro, era su escuela particular de idiomas.
 Ingresó a la Facultad de Filosofía y Letras de la Universidad Nacional Autónoma de México (UNAM), en donde cursó la carrera de Letras Clásicas, estudió filosofía presocrática y filosofía de la ciencia. Formó parte del cuerpo de traductores del griego y el latín reconocido por la UNAM para participar en los trabajos de la "Bibliotheca Scriptorum Graecorum et Romanorum Mexicana". Estudió lengua y literatura rusas y lengua árabe en la Facultad de Filosofía y Letras; sánscrito y chino en El Colegio de México y hebreo en la Escuela Monte Sinaí. De forma independiente, estudió lenguas occidentales y orientales. Leía treinta y tres idiomas y hablaba ocho. Conoció los textos bíblicos y tradujo los evangelios de Mateo, Marcos, Lucas y Juan directamente del griego al español de México del siglo XX.
Carlos Fuentes, en Todas las familias felices, relata la aventura del grupo basfumista, del que, según el autor, formaba parte "un filósofo rubio y delgado, Ernesto de la Peña, que sabía veintitantas lenguas, incluyendo la de Cristo..."

## Trayectoria profesional
Fue profesor de historia de la cultura en distintas instituciones particulares. Bajo el patrocinio del Consejo Nacional para la Cultura y las Artes, dictó un curso de historia antigua de Israel e instituciones bíblicas. Fue catedrático de religiones orientales, literatura griega y Biblia en el Instituto Helénico y de técnica de la traducción y de lengua alemana en el Instituto de Intérpretes y Traductores.
Fue traductor oficial de la Secretaría de Relaciones Exteriores y de la Secretaría de Hacienda y Crédito Público. Colaboró, como tal, en el Tribunal Superior de Justicia del Distrito Federal.[cita requerida]

### Difusión cultural
Ernesto de la Peña promovió la cultura humanística, bíblica, literaria y operística en varios medios de comunicación como Opus 94.5 del Instituto Mexicano de la Radio y Operomanía en TVUNAM. Comentaba la ópera que se transmitía los sábados desde el Metropolitan Opera House. Colaboró con varios diarios y revistas y fue director del Centro de Estudios de Ciencias y Humanidades de la Fundación Telmex.

## Académico
Fue miembro de número de la Academia Mexicana de la Lengua a partir del 14 de enero de 1993, desde el 18 de junio de ese año ocupó la silla XI. Fue miembro correspondiente de la Real Academia Española desde el 12 de noviembre de 1993. Perteneció al Consejo de Ópera del Instituto Nacional de Bellas Artes y al Consejo Consultivo del Archivo General de la Nación. El 25 de octubre de 2007, la Academia rindió homenaje a Guido Gómez de Silva, Margit Frenk, Ernesto de la Peña y Ruy Pérez Tamayo en ocasión de sus 80 años. Fue miembro honorario del Seminario de Cultura Mexicana.

## Biblioteca Ernesto de la Peña

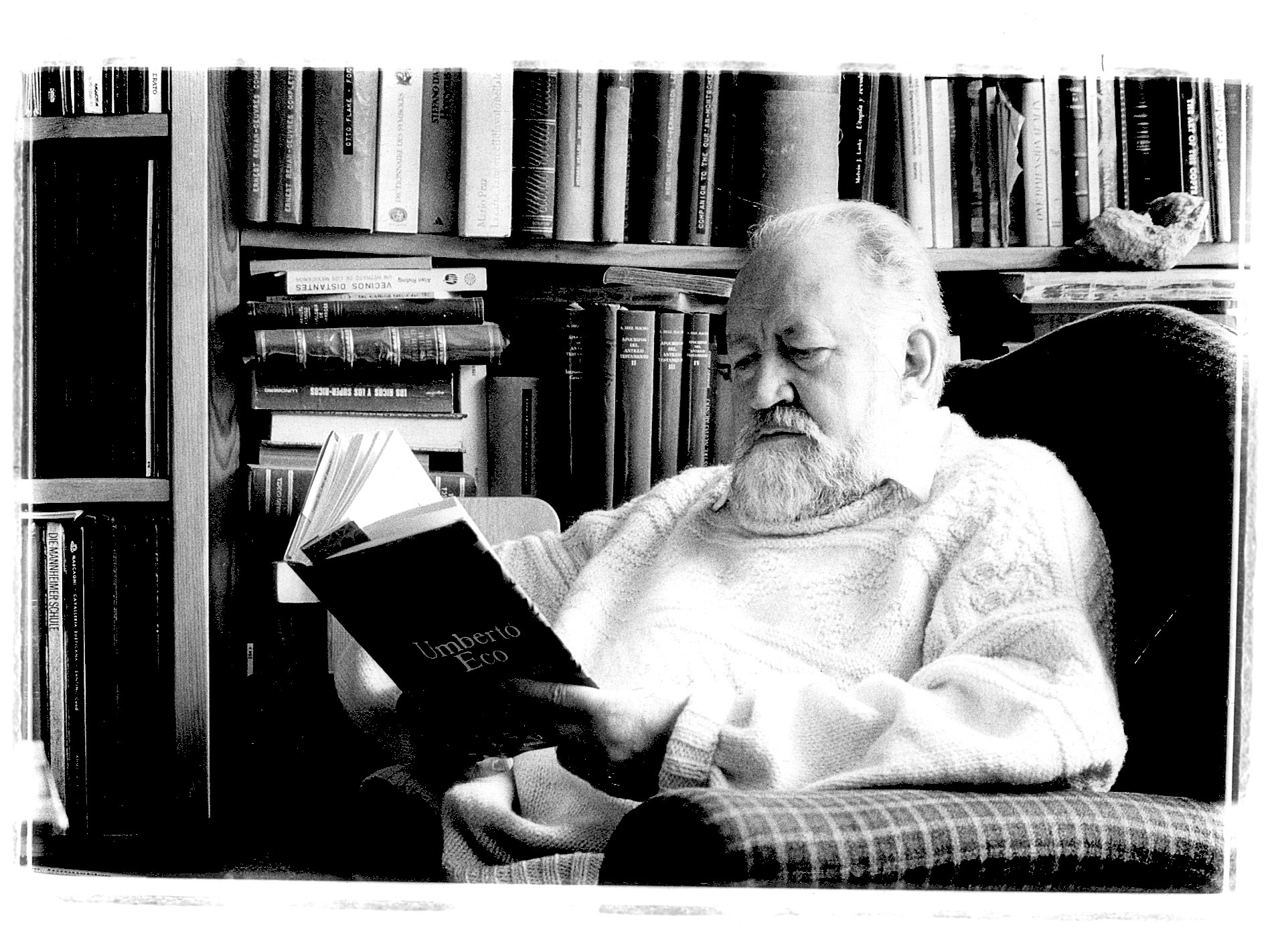
Ernesto de la Peña, en su biblioteca.

En 1997, la Fundación Telmex adquirió el acervo bibliográfico que Ernesto de la Peña acumuló a lo largo de su vida para consulta libre de sus becarios. A partir del 2012, lleva el nombre Biblioteca Ernesto de la Peña.
El acervo incluye algunos libros que heredó de su tío Francisco Canale y está conformado por más de treinta mil volúmenes en idiomas y lenguas como el latín, el griego, el arameo, ruso, alemán, chino, árabe, francés, portugués e inglés, entre otros. El perfil de la biblioteca es principalmente sobre humanidades clásicas, grecolatinas, contemporáneas y de literatura, aunque también incluye otros intereses del escritor, como la historia de las religiones, la gastronomía y la música.
El 25 de noviembre de 2016, tras la muerte de Ernesto, María Luisa Tavernier, su viuda, donó a la biblioteca 6 mil 380 volúmenes de literatura en varias lenguas que se suman al acervo que contiene expedientes en distintos idiomas, objetos personales, esculturas, reconocimientos, pinturas, objetos de escritorio y documentales.

## Premios y distinciones
- Premio Xavier Villaurrutia por la obra Las estratagemas de Dios en 1988.
- Individuo de número de la Academia Mexicana de la Lengua desde 1993[1]
- Medalla conmemorativa por los 3000 años de Jerusalén otorgada por la embajada de Israel en México.
- Premio Nacional de Ciencias y Artes en el área de Lingüística y Literatura otorgado por el gobierno federal de México en 2003.[17]
- Medalla de Oro otorgada por Bellas Artes en 2007[8]
- Premio Bibliófilo del Año 2008, Feria Internacional del Libro, Guadalajara, México.[18]
- Premio Internacional Alfonso Reyes otorgado por el Conaculta, el INBA, la Sociedad Alfonsina Internacional, el gobierno del estado de Nuevo León, las editoriales Siglo XXI y Castillo en 2008.[19]
- Medalla al Mérito Ciudadano Benito Juárez García entregada por Convergencia en octubre de 2009.[20][21]
- Premio Nacional de Periodismo "José Pagés Llergo", en su modalidad de publicación o programa cultural por radio, por sus programas de radio Al hilo del tiempo, Música para Dios y Testimonio y celebración en 2009.
- Medalla Mozart en 2012.
- XXVI Premio Internacional Menéndez Pelayo en 2012[22] en honor a su trayectoria literaria y académica. En el discurso de aceptación agradece la colaboración de su compañera y esposa María Luisa Tavernier quien "estuvo a [su] lado de manera tan inteligente y generosa que, gracias a su estímulo, en lugar de [dejarse] abatir y derrotar por [haberse] quedado sin casa, [sacó] fuerzas de flaqueza y, venciendo una inveterada timidez, [empezó] a escribir relatos".[23]
- Medalla Belisario Domínguez (2012) Otorgada por el Senado de la República de México post mortem.[24]

## Obras

### Cuento
- Las estratagemas de Dios - Domés (1988)
- Las máquinas espirituales - Diana (1991)

### Novela
- El indeleble caso de Borelli - Siglo XXI (1991). Novela neogótica que explora las posibilidades del vampirismo, comentada por Vicente Quirarte en un homenaje póstumo realizado en marzo de 2014.[2]

### Poesía
- Palabras para el desencuentro - CONACULTA (2005)
- Poemas invernales - Parcialmente publicados en Ernesto para intrusos, antología. Alfaguara (2015) y también grabados por él mismo para Radio UNAM[25]

### Prosa poética
- Mineralogía para intrusos - CONACULTA (1993)

### Ensayo
- Kautilya, o el Estado como mandala - CONACULTA (1993)
- El centro sin orilla - CONACULTA (1997)
- Las controversias de la fe. Los textos apócrifos de Santo Tomás - Aguilar (1997)
- La rosa transfigurada - FCE (1999)
- Don Quijote: la sinrazón sospechosa - CONACULTA (2005)
- Castillos para Homero - CONACULTA (2009)
- Carpe risum. Inmediaciones de Rabelais, FCE (2015) Publicado post mortem. Es un ensayo literario y actualizado sobre Gargantúa y Pantagruel que permite conocer el ambiente de la comunidad francesa de Chinon.[26]

### Labor en la Academia Mexicana de la Lengua
- Diccionario de mexicanismos: Colaboró en su elaboración como miembro de la Comisión de Lexicografía de la Academia Mexicana de la Lengua y como Asesor de Léxico y Redacción, bajo la dirección de Concepción Company Company, y fue además uno de sus principales difusores y comentaristas.[27][28][29]

### Conferencias
- Las realidades en el Quijote - Conferencia para el XXVI Premio Internacional Menéndez Pelayo, El Colegio de México (2012)

### Traducciones
- Los Evangelios de Mateo, Marcos, Lucas y Juan; Editorial Siglo XXI (1996), versión directa del griego. La traducción fue hecha al español de México. Ernesto de la Peña le otorga carácter llano a la palabra de los evangelistas tal como la tiene en sus orígenes, ya que los personajes bíblicos de los Evangelios son hombres y mujeres del pueblo.[30]
- Tradujo al español la obra de poetas como Paul Valéry, Gérard de Nerval, Stéphane Mallarmé, Friedrich Hölderlin, Novalis, Rainer Maria Rilke, Czesław Miłosz y Allen Ginsberg, así como textos de Anaxágoras e Hipócrates.

### Otros
- En 2015 la editorial Alfaguara publicó la antología literaria Ernesto para intrusos, con prólogo, selección de poesía y prosa de María Luisa Tavernier.[1]

- Crónica mínima de las cavas en Cavas de México, coordinado por Gabriel Gadsden. MVS Editorial y Grupo Escato, (2003). En el capítulo habla sobre la historia de las cavas antiguas de vino. En el volumen también colaboraron, su esposa María Luisa Tavernier, Rafael Fierro y Pablo Arena.[31] La publicación recibió el reconocimiento Gourmand World Cookbook Awards 2003 por Mejor libro acerca de vinos del nuevo mundo en español.